# スポロシスト
- スポロシスト
- スポロキスト

スポロシスト（英: sporocyst）あるいはスポロキストはある種の寄生虫の生活史のステージの1つで、胞子・芽胞 (spore) をもつ嚢子・シスト (cyst) を意味する。原生動物のアピコンプレックス門の生活史のステージの1つと、扁形動物の吸虫の生活史に登場する幼生の1つにこの名称で呼ばれるものがある。

## アピコンプレックス門
アピコンプレックス門の寄生性の原虫は、宿主の体内で雌雄のガモント（生殖母体）が融合するとオーシスト（接合子嚢）を形成する。このオーシストの中で接合子が分裂して複数の胞子母細胞（スポロブラスト）を形成し、さらに被嚢を形成したスポロブラストの内部で細胞分裂が行われて多数の胞子（スポロゾイト）を形成する。このスポロゾイトを多数内蔵する被嚢を内部のスポロゾイトとともにスポロシストと呼ぶ。ただし、種類によってはスポロブラストは被嚢の内部で分裂せずに、そのままスポロゾイトとなる。

## 吸虫
吸虫の二生類では、一次中間宿主である巻貝にミラシジウム幼生が進入すると、これが進入部位の近辺で繊毛衣を脱ぎ捨て、さらに変態、発育して嚢状体となる。これがスポロシスト幼生である。この嚢状態は消化管、排泄系、分泌腺を欠き栄養摂取も体表からの吸収によるが、ミラシジウムから引き継いだ体壁の胚細胞は発達しており、これが無性的な発生によってレジア幼生、あるいは母体と同様のスポロシスト、つまり娘スポロシストに発育して脱出してくる。
娘スポロシストの胚細胞はレジアや娘スポロシストにではなく、セルカリア幼生に発育し、これが母体のスポロシストを、さらには中間宿主の巻貝からも脱出して水中に泳ぎだす。